# Região de Maloja
Maloja é uma região do cantão de Grisões, na Suíça. Tem 973,65 km² de área e sua população em 2019 foi estimada em 18.184 habitantes. Sua sede é a comuna de Samedan.
Foi criada em 1 de janeiro de 2016, a partir do território do antigo distrito de Maloja, como parte de uma reorganização territorial do Cantão.

## Comunas
| Bever                | 607   | 45.75  |
| Celerina/Schlarigna  | 1.502 | 24.02  |
| Madulain             | 207   | 16.28  |
| Pontresina           | 2.147 | 118.19 |
| La Punt Chamues-ch   | 679   | 63.27  |
| Samedan              | 2.913 | 113.83 |
| St. Moritz           | 4.882 | 28.69  |
| S-chanf              | 681   | 138.04 |
| Sils im Engadin/Segl | 702   | 63.57  |
| Silvaplana           | 1.132 | 44.75  |
| Zuoz                 | 1.177 | 65.79  |
| Bregaglia            | 1.555 | 251.47 |